# La Machine à explorer l'espace
La Machine à explorer l'espace (titre original : The Space Machine) est un roman de science-fiction du romancier britannique Christopher Priest paru en 1976 aux États-Unis puis en France la même année.

## Présentation de l'œuvre
Le roman est dédié à l'écrivain de science-fiction anglais H. G. Wells et se présente comme un hommage à son œuvre. La trame de l'histoire s'inspire en effet de deux de ses principaux romans. Elle débute d'une manière similaire à celle de La Machine à explorer le temps et elle s'achève comme La Guerre des mondes. Toutefois, ainsi que le souligne Christopher Priest lui-même, le propos n'est pas d'imiter Wells mais de transposer les éléments de son univers dans une œuvre originale :

« Je voulais écrire un livre basé sur mes propres éléments autobiographiques mais en utilisant certaines images de Wells, en m'efforçant d'en faire quelque chose de neuf puis, en prenant Wells comme personnage, à la fin. C'était une idée d'une complexité inouïe, mais qui a produit une narration très simple, très linéaire. Deux personnes vont quelque part faire quelque chose, elles le font, elles rentrent chez elles. »

Lorsque, à la fin du roman, les deux personnages principaux retrouvent sur les bords de la Tamise un écrivain anglais, nommé H. G. Wells, Christopher Priest signale qu'il s'agit non pas de l'écrivain lui-même mais du narrateur non identifié des deux romans précités, le prénom de l’intéressé « Herbert-Georges » n’étant cité à aucun moment. Par ailleurs, le peu de fidélité au style de l'œuvre Wellsienne et le soupçon d'une intention parodique, auraient valu à ce roman, selon Christopher Priest, la mauvaise réception qu'il a reçu de la part de la critique et des lecteurs.  
Paru dans les années 1970, ce roman préfigure par son cadre victorien, le genre steampunk qui apparaîtra quelques années plus tard.

## Résumé
Dans la puritaine Angleterre de la fin du XIXe siècle, Edward, un jeune voyageur de commerce, fait la connaissance d'Amélia qui est l'assistance d'un savant génial, Sir William Reynolds. Celui-ci vient d'inventer La Machine à explorer le temps, ce dont Amelia s'empresse de faire la démonstration à Edward. Mais à la suite d'une erreur de manipulation, la machine dérive non dans le temps mais dans l'espace, et les deux tourtereaux se retrouvent propulsés dans un monde inconnu et hostile qui s'avère être la planète Mars. Ce monde, en pleine guerre civile, est habité de martiens aux allures de pieuvres qui maintiennent dans l'esclavage un peuple de créatures humanoïdes. Les voyageurs découvrent qu'ils préparent l'invasion de la Terre et que, à cet effet, ils ont construit une flotte de véhicules spatiaux en forme d'obus et des tripodes d'invasion. Ils reviennent sur Terre à bord de l’un des premiers astronefs et atterrissent sur les bords de la Tamise. Là, ils rencontrent un écrivain britannique nommé H. G. Wells avec qui ils vont participer à La Guerre des mondes.

## Citations
- « Je contemplais le canal, je vis le point de lumière éclatant qui était la Terre se refléter sur l'eau et me sentis en proie à la peur et au désespoir. Car nous avions été transportés dans l'Espace, sur Mars, la planète de la guerre. » (éd. J'ai lu, p. 130)
- « Tandis qu'elle tamponnait sa blessure avec un des morceaux de tissu absorbant et en nettoyait presque tout le sang, je me demandai pourquoi elle n'avait jamais mentionné l'existence de ces serviettes. » (éd. J'ai lu, p. 308)